# Ein feste Burg ist unser Gott (Gade)
Ein feste Burg ist unser Gott is een compositie van Niels Gade voor orgel solo. Het is in basis niet een eigen compositie van Gade, maar een bewerking van de gelijknamige hymne van Maarten Luther. Johann Sebastian Bach (BWV80) was Gade al voor geweest. Gade schreef zowel een instrumentaal arrangement van het lied als ook een variatie op zijn eigen bewerking. Gezien het tijdstip van schrijven (1837) is het een jeugdcompositie van de Deen.